# Aimen Bouguerra
Aimen Bouguerra (10 gennaio 1997) è un calciatore algerino, difensore del CS Constantine e della nazionale algerina.

## Carriera

### Club
Cresciuto nel settore giovanile del Paradou AC, debutta in prima squadra il 26 agosto 2017 in occasione dell'incontro di Ligue 1 perso 2-1 contro l'USM Alger.

### Nazionale
Il 17 giugno 2021 debutta con la nazionale algerina in occasione dell'amichevole vinta 5-1 contro la Liberia. Nel novembre seguente viene inserito fra i convocati per la Coppa araba FIFA 2021.

## Statistiche
Statistiche aggiornate al 10 dicembre 2021.

### Presenze e reti nei club
| Stagione        | Squadra         | Campionato      | Campionato | Campionato | Coppe nazionali | Coppe nazionali | Coppe nazionali | Coppe continentali | Coppe continentali | Coppe continentali | Altre coppe | Altre coppe | Altre coppe | Totale | Totale | Totale |
| Stagione        | Squadra         | Comp            | Pres       | Reti       | Comp            | Pres            | Reti            | Comp               | Pres               | Reti               | Comp        | Pres        | Reti        | Pres   | Reti   |        |
| --------------- | --------------- | --------------- | ---------- | ---------- | --------------- | --------------- | --------------- | ------------------ | ------------------ | ------------------ | ----------- | ----------- | ----------- | ------ | ------ | ------ |
| 2017-2018       | NA Hussein Dey  | L1              | 8          | 0          | CA              | 0               | 0               |                    | -                  | -                  |             | -           | -           | 8      | 0      |        |
| 2018-2019       | NA Hussein Dey  | L1              | 12         | 0          | CA              | 1               | 0               |                    | -                  | -                  |             | -           | -           | 13     | 0      |        |
| 2019-2020       | NA Hussein Dey  | L1              | 11         | 0          | CA              | 1               | 0               | CCC                | 3                  | 0                  |             | -           | -           | 15     | 0      |        |
| 2020-2021       | NA Hussein Dey  | L1              | 31         | 2          | CA              | 0               | 0               |                    | -                  | -                  |             | -           | -           | 31     | 2      |        |
| 2021-2022       | NA Hussein Dey  | L1              | 3          | 0          | CA              | 0               | 0               |                    | -                  | -                  |             | -           | -           | 3      | 0      |        |
| Totale carriera | Totale carriera | Totale carriera | 65         | 2          |                 | 2               | 0               |                    | 3                  | 0                  |             | -           | -           | 70     | 2      |        |

### Cronologia presenze e reti in nazionale
| Cronologia completa delle presenze e delle reti in nazionale ― Algeria | Cronologia completa delle presenze e delle reti in nazionale ― Algeria | Cronologia completa delle presenze e delle reti in nazionale ― Algeria | Cronologia completa delle presenze e delle reti in nazionale ― Algeria | Cronologia completa delle presenze e delle reti in nazionale ― Algeria | Cronologia completa delle presenze e delle reti in nazionale ― Algeria | Cronologia completa delle presenze e delle reti in nazionale ― Algeria | Cronologia completa delle presenze e delle reti in nazionale ― Algeria |
| Data                                                                   | Città                                                                  | In casa                                                                | Risultato                                                              | Ospiti                                                                 | Competizione                                                           | Reti                                                                   | Note                                                                   |
| ---------------------------------------------------------------------- | ---------------------------------------------------------------------- | ---------------------------------------------------------------------- | ---------------------------------------------------------------------- | ---------------------------------------------------------------------- | ---------------------------------------------------------------------- | ---------------------------------------------------------------------- | ---------------------------------------------------------------------- |
| 17-6-2021                                                              | Bir El Djir                                                            | Algeria                                                                | 5 – 1                                                                  | Liberia                                                                | Amichevole                                                             | -                                                                      | 87’                                                                    |
| Totale                                                                 |                                                                        | Presenze                                                               | 1                                                                      |                                                                        | Reti                                                                   | 0                                                                      |                                                                        |

## Palmarès

### Nazionale
- Coppa araba FIFA: 1

Qatar 2021